# Bargano
Bargano è un centro abitato d'Italia, frazione del comune di Villanova del Sillaro, di 817 abitanti. 

## Storia
Bargano è una località agricola di antica origine.
In età napoleonica (1809-16) Bargano fu frazione di Fissiraga, recuperando l'autonomia con la costituzione del Regno Lombardo-Veneto.
All'Unità d'Italia (1861) il comune contava 626 abitanti. Nel 1878 il comune di Bargano fu aggregato al comune di Villanova del Sillaro.

## Monumenti e luoghi d'interesse
Nella cascina San Leone si conserva una meridiana seicentesca.